# Скотт, Стаффан
Стаффан Скотт (швед. Staffan Skott; 16 августа 1943, Лудвика — 24 сентября 2021) — шведский журналист, писатель

 и переводчик.

## Биография
Журналистскую карьеру Стаффан Скотт начал в газете «Арбетарбладет» в Евле. C 1967 года работал в отделе культуры газеты Aftonbladet. 
В 1981—2008 гг. он работал журналистом в крупнейшей шведской утренней газете Dagens Nyheter.
Стаффан Скотт выпустил в свет 15 монографий, главным образом по истории России, а также перевёл с русского языка 50 пьес и 40 романов.
Москву впервые посетил в 1962 году, после этого много ездил как в СССР, после распада Союза — по России.